# ICTS International
ICTS International (vollständig: International Consultants on Targeted Security International) ist ein privates Sicherheitsdienstleistungsunternehmen mit Hauptsitz in den Niederlanden. Das Unternehmen ist auf Sicherheitsdienstleistungen für die Luftfahrt, wie den Betrieb von Flughafenkontrollstellen und elektronischen Geräten wie Röntgenprüfgeräten und manuellen Geräten sowie auf die Überprüfung von Reisedokumenten spezialisiert. ICTS bietet auch Sicherheitsdienstleistungen für andere Logistiksektoren an, wie z. B. in der Schifffahrt sowie für Veranstaltungen.

## Geschichte
Sie wurde 1982 von ehemaligen Mitgliedern des Shin Bet, dem israelischen Inlandsgeheimdienst, und von Sicherheitsbeamten der staatlichen Fluggesellschaft El Al gegründet. Das Unternehmen wurde 1996 in den USA an der Börse gelistet.
2001 geriet das Tochterunternehmen Huntleigh USA in die Kritik. Es war als Sicherheitsbetreiber für die Passagiere verantwortlich gewesen, die vor den Anschlägen vom 11. September 2001 zwei Flugzeuge in Boston bestiegen, darunter waren auch die Terroristen, die später die Flugzeuge in das World Trade Center stürzten. Im Dezember 2001 kam es erneut zu einem Sicherheitsleck, als der „Schuhbomber“ Richard Reid sich auf dem American-Airlines-Flug 63 von Paris nach Miami versuchte in die Luft zu sprengen, jedoch von Passagieren überwältigt werden konnte. 2009 geriet das Unternehmen erneut in die Kritik, da es nicht verhindern konnte, dass der nigerianische Terrorverdächtige Umar Farouk Abdulmutallab ein US-Flugzeug besteigen konnte, das er in die Luft sprengen wollte.
Der Mehrheitseigner Ezra Harel starb 2003 auf seiner Jacht vor der Küste Spaniens an einem Herzinfarkt. Er war aufgrund seiner Geschäftspraktiken eine kontroverse Figur gewesen. 2025 befand sich ICTS International im Mehrheitsbesitz von Menachem Atzmon, der 2004 Chairman wurde.

## Tätigkeit
ICTS hat ein in Israel perfektionierte Sicherheitssystem genutzt, bei dem die Passagiere anhand einer Reihe von Indikatoren wie Alter, Name, Herkunft und Verhalten während der Befragung auf ihre potenzielle Gefährlichkeit hin überprüft werden. In den späten 1990er Jahren entwickelte das Unternehmen außerdem ein Produktsystem, das auf einem computergestützten Algorithmus namens APS (Advanced Passenger Screening) basiert, der die von den Fluggesellschaften beschafften Passagierdaten analysiert und das von einem bestimmten Passagier ausgehende potenzielle Risiko ermittelt. APS wird von den meisten großen Fluggesellschaften in den Vereinigten Staaten eingesetzt.
Ein weiteres Produkt von ICTS International ist Integrated Passenger Processing Solutions oder IP@SS, ein System, das den Passagierfluss beschleunigt und gleichzeitig die Sicherheit erhöht. Automated TravelDoc ist ein System, das Reisedokumente automatisch scannt, um ihre Echtheit zu überprüfen und sicherzustellen, dass sie den Anforderungen des Ziellandes entsprechen. Ein weiteres Produkt ist APIS Solution, ein Scanner, der die von der US-Zollbehörde benötigten Daten automatisch extrahiert. ICTS International stellt auch ein computergestütztes Schulungssystem für Sicherheitspersonal her, das potenzielle Arbeitssituationen simuliert.

## Töchterunternehmen
Zu den 3 Tochtergesellschaften von ICTS International gehören die I-SEC international Security Group, Huntleigh USA und AU10TIX.

### I-SEC international Security Group
I-SEC ist auf die Erbringung von Luftsicherheitsdienstleistungen weltweit spezialisiert, die Sicherheit umfassen: Sicherheitsprofilerstellung, Checkpoint-Screening, Durchleuchtung des aufgegebenen Gepäcks („HBS“), Schulung von Sicherheitspersonal und weitere Dienstleistungen. Das Management von I-SEC entwickelt laufend neue Konzepten, Methoden und Technologien für die Sicherheit in der Luftfahrt. I-SEC wurde 2005 gegründet und ist heute in den Niederlanden, Deutschland, Spanien, Italien und Japan tätig.

### Huntleigh USA
Huntleigh USA bietet Bodenabfertigungsdienste auf Flughäfen in den USA an. Zu diesen Dienstleistungen gehören die Sicherheitsüberprüfung von Charterflügen und Fracht, die Durchsuchung von Flugzeugen, Wachdienste, Warteschlangenbeobachter, Flugzeugreinigung, Vorfeld- und Unterflugservice Gepäckabfertigung usw. Daneben bietet Huntleigh auch Sicherheitsdienstleistungen und Konzepte für Veranstaltungen an, Huntleigh USA ist eine hundertprozentige Tochtergesellschaft von ICTS. Huntleigh wurde 1992 gegründet und 1998 durch ICTS übernommen.

### AU10TIX
AU10TIX ist ein Unternehmen für Identitätsüberprüfung und Risikomanagement  mit Sitz in Hod HaSharon, Israel. Die Produkte des Unternehmens ermöglichen es Unternehmen, Kunden sicher zu betreuen und zu verifizieren. AU10TIX verfügt über ein automatisiertes globales Identitätsmanagementsystem sowie über eine Lösung zur Erkennung von Angriffen durch organisierten ID-Betrug.